# سحلية الصخور المغربية
سحلية الصخور المغربية (باللاتينية: Moroccan rock lizard) هو نوع من السحالي في عائلة السحالي الحقيقية.
تم العثور عليها في الجزائر والمغرب وتم إدخاله إلى جزيرة منورقة في إسبانيا. موائلها الطبيعية هي نباتات شجيرة من نوع البحر الأبيض المتوسط وأراضي الأشجار القمئية والمناطق الصخرية والسواحل البحرية والمناطق الحضرية.